# My Heart Is Yours
«My Heart Is Yours» (en español: Mi corazón es tuyo) es una balada pop compuesta por  Hanne Sørvaag y Fredrik Kempe e interpretada por Didrik Solli-Tangen. El 6 de febrero de 2010, este tema fue seleccionado para representar a Noruega en el Festival de la Canción de Eurovisión 2010, que se celebró en Oslo. La canción ganó el Melodi Gran Prix con holgura de televotos, casi el doble que el segundo clasificado.

## Sencillos
| Año  | Sencillo            | Posición                                               |
| Año  | Sencillo            | Bandera de Noruega                                     |
| ---- | ------------------- | ------------------------------------------------------ |
| 2009 | «My heart is yours» | 2 Archivado el 28 de enero de 2010 en Wayback Machine. |